# Liste de lacs d'Asie
Cette liste recense les principaux lacs d'Asie.

## Méthodologie
Afin de limiter la longueur de la liste, seuls les lacs de plus de 1 000 km2 de superficie sont mentionnés.

## Liste
| Lac         | Pays                                                | Superficie (km²) | Profondeur max. (m) | Volume (km3) | Remarques      |
| ----------- | --------------------------------------------------- | ---------------- | ------------------- | ------------ | -------------- |
| Caspienne   | Azerbaïdjan, Iran, Kazakhstan, Russie, Turkménistan | 371 000          | 1 025               | 78 200       |                |
| Baïkal      | Russie                                              | 31 500           | 1 637               | 23 600       |                |
| Balkhach    | Kazakhstan                                          | 18 428           | 26                  | 106          |                |
| Aral        | Kazakhstan, Ouzbékistan                             | 17 160           | 40                  | 650          |                |
| Tonlé Sap   | Cambodge                                            | 13 000           |                     | 28           |                |
| Yssyk Koul  | Kirghizistan                                        | 6 200            | 668                 | 1 738        |                |
| Orumieh     | Iran                                                | 6 001            | 16                  | 45           | Lac de barrage |
| Boukhtarmal | Kazakhstan                                          | 5 490            |                     | 48           | Lac de barrage |
| Bratsk      | Russie                                              | 5 470            | 150                 | 1 693        | Lac de barrage |
| Poyang      | Chine                                               | 5 100            | 25                  | 25           |                |
| Qinghai     | Chine                                               | 4 635            | 27                  | 85           |                |
| Taïmyr      | Russie                                              | 4 560            | 26                  | 12,8         |                |
| Dongting    | Chine                                               | 4 350            | 31                  | 18           |                |
| Khanka      | Chine                                               | 4 190            | 11                  | 183          |                |
| Van         | Turquie                                             | 3 755            | 451                 | 191          |                |
| Uvs Nuur    | Mongolie, Russie                                    | 3 350            | 10                  |              |                |